# Michael Gröll

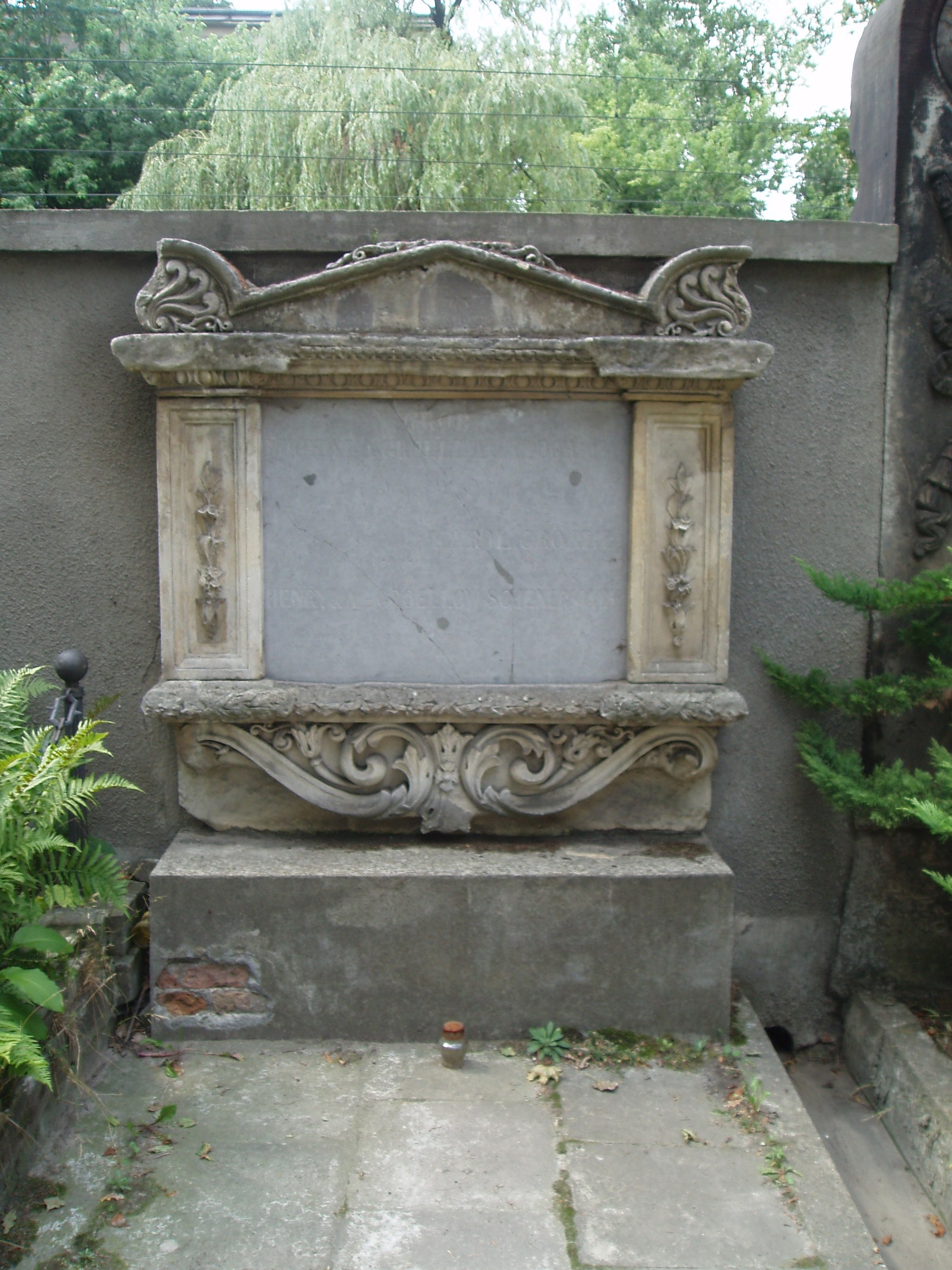
Das Grab des Michael Gröll in Warschau (die Inschrift ist nach 207 Jahren beinahe unleserlich)

Michael Gröll (* 12. November 1722 in Nürnberg; † 2. September 1798 in Warschau), war ein deutsch-polnischer Drucker, Verleger, Buchhändler und Hofrat des 18. Jahrhunderts in der Zeit der ausgehenden polnischen Adelsrepublik. Er war Präsident der Deutschen Evangelischen Gemeinde Augsburger Confession in Warschau.

## Leben und Werk
Über Michael Grölls Ausbildung ist bisher nichts bekannt. Sein Vater Georg war Handwerksmeister (Kurzwaren). Er selbst gibt an, in Nürnberg eine Buchhandlung geleitet zu haben. Etwa 1745 verließ Gröll Nürnberg. Vermutlich in Leipzig lernte er den Dresdner Buchhändler Johann Wilhelm Harpeter kennen, in dessen Geschäft er 1749 eintrat und das er 1755/56 übernahm.
In den letzten Jahren der Regierung des Königs August III. verkaufte er 1759 sein Dresdner Geschäft und ließ sich im kulturell und wirtschaftlich erblühenden Warschau nieder und durfte eine Buchhandlung in einem Nebengebäude des Warschauer Königsschlosses eröffnen, in der er auch Karten, Kupferstiche und andere Waren verkaufte.
1762 wurde er erster Auktionator in Polen und gründete im gleichen Jahr das erste Anzeigenblatt Polens in polnischer, deutscher und französischer Sprache, die Warszawskie Ekstraordynaryjne Tygodniowe Wiadomości (Warschauer Außerordentliche Wochennachrichten). Mit diesem und den bis dahin in Polen unbekannten Katalogen für Buchrezensionen und Bücherauktionen. 1763 zog er in das Marywil-Handelszentrum um und betrieb dort eine Buchhandlung mit Anzeigenbüro und Auktionssaal, die bald zur größten in Polen wurde. Ab 1765 durfte er sich Hofbuchhändler nennen.
1768/9 eröffnete Gröll neben der Buchhandlung die erste private Leihbibliothek mit Lesesaal in Warschau. Vorbild waren die französischen Lesekabinette. 1793 folgte die zweite Einrichtung dieser Art, für beide Bibliotheken veröffentlichte er Kataloge.
Der Buchhändler, Drucker und Verleger war ein Vertreter des aufgeklärten polnischen Bürgertums und förderte die polnische Literatur und Wissenschaft. Er veranlasste Übersetzungen ins Polnische und Ausgaben zeitgenössischer polnischer Schriftsteller und Poeten. Nachdem Gröll 1775 das königliche Privileg zur Eröffnung einer eigenen Druckerei und 1777 das Warschauer Bürgerrecht erhalten hatte, konnte er sich noch stärker für die Sache Polens, die Rzeczpospolita, einsetzen.
In seiner Offizin erschien der erste Text der Verfassung vom 3. Mai 1791 und die erste polnische Enzyklopädie des Ignatius Krasicki.
Gröll eröffnete in zahlreichen polnischen Städten weitere Niederlassungen, ist auf Märkten und Messen präsent. Doch die politischen Verhältnisse angesichts der drei polnischen Teilungen 1772, 1793 und 1795 erschwerten seine Geschäfte. Beim Kościuszko-Aufstand im Jahre 1794 schloss er sich den Aufständischen an, gründete eine neue Zeitung, Warschauer Zeitung für Polens freie Bürger, die die in der Hauptstadt ansässigen Deutschen und das deutschsprachige Ausland erreichen sollte, und veröffentlichte dort unter anderem eigene Gedichte. Die Besetzung Warschaus durch Preußen 1795 bedeutete den Untergang des Buch-, Druck- und Verlagsgeschäfts Grölls, das er noch bis zu seinem Tod 1798 zusammen mit seinem Sohn Karl weiterführte.
Teile seiner Verlagsproduktion schickte er nach Nürnberg, wo 149 Titel in 223 Bänden mit Erscheinungsjahren von 1753 bis 1789 in den Bestand der dortigen Stadtbibliothek aufgenommen wurden.
Michael Gröll versuchte sich auch auf dem Gebiet der Literatur: Bereits 1753 veröffentlichte er in Dresden das Poem „Verteidigung des schwachen Geschlechtes“, 1778 gab er in Warschau eine Anthologie der polnischen Anakreontik in eigener deutscher Übersetzung heraus und versah sie mit dem Essay „Über die Schäferdichtung in Deutschland und über Salomon Gessner“. 1790 huldigte man ihm in einem panegyrischen polnischen Gedicht: (Übers.): „Dein Ruhm wird niemals vergehen/Solange Nürnberg und Warschau stehen!“.
Gröll war jahrzehntelang im Gemeinderat der Evangelischen Gemeinde in Warschau tätig und wurde 1778 einstimmig zum Präsidenten des Kirchenkollegs gewählt. Er nahm mit den Delegierten Christian Ebert, Johann Heinrich Peters von der Reformierten Gemeinde und Johann Phillip Barth, Sattler und Johann Samuel Giering an der Wengrower General-Synode teil. Es gelang ihm u. a., die Vorherrschaft des Adels im Gemeinderat zu brechen.
Aus der ersten, 1761 mit Johanna Sofia Schüller († 1776), Tochter eines Hoftapezierers, geschlossenen Ehe stammen der Maler und Grafiker Karl Michael Gröll und drei Töchter. Seine zweite Frau Sophie Karoline Jacobson, Tochter eines berühmten Warschauer Goldschmieds, ermöglichte es ihm aufgrund ihrer Mitgift, seinen Betrieb zu vergrößern und zu modernisieren.
Die Grölls wurden auf dem Friedhof der Evangelischen Gemeinde A.K. in Warschau bestattet (Allee 2 Nr. 10).